# William Cohen
William Sebastian (Bill) Cohen (Bangor (Maine), 28 augustus 1940) is een Amerikaans oud-politicus van de Republikeinse Partij. Hij diende als minister van Defensie onder de Democratische president Bill Clinton van 1997 tot 2001. Eerder was hij lid van het Huis van Afgevaardigden voor het 2e congresdistrict van Maine van 1973 tot 1979 en daarna senator voor Maine van 1979 tot 1997.

## Biografie

### Jeugd
William Sebastian Cohen werd geboren in Bangor in de staat Maine. Zijn vader Reuben Cohen en moeder Clara Cohen waren Russische immigranten van Joodse afkomst. Cohen ging naar een Joodse school in zijn jeugd. In 1958 studeerde hij af aan de Bangor High School en ging daarna de Bowdoin College in Brunswick waar hij cum laude afstudeerde in 1962. In 1965 hij haalde zijn Bachelor of Laws aan de Boston University School of Law waar hij weer cum laude afstudeerde.

### Huis van Afgevaardigden en Senaat
Van 1969 tot 1972 was hij gemeenteraadslid van Bangor, en van 1971 tot 1972 was hij daar burgemeester. In 1972 won Cohen zijn eerste verkiezing tot het Huis van Afgevaardigden. Al aan het begin van zijn termijn raakte hij betrokken met het onderzoek naar het Watergateschandaal, en was een van de eerste Republikeinen die voor het aftreden was van president Richard Nixon. Na drie termijnen als lid van het Huis van Afgevaardigden stelde Cohen zich in 1978 verkiesbaar voor de Senaat waar hij tot 1997 aan zou blijven.

### Minister van Defensie

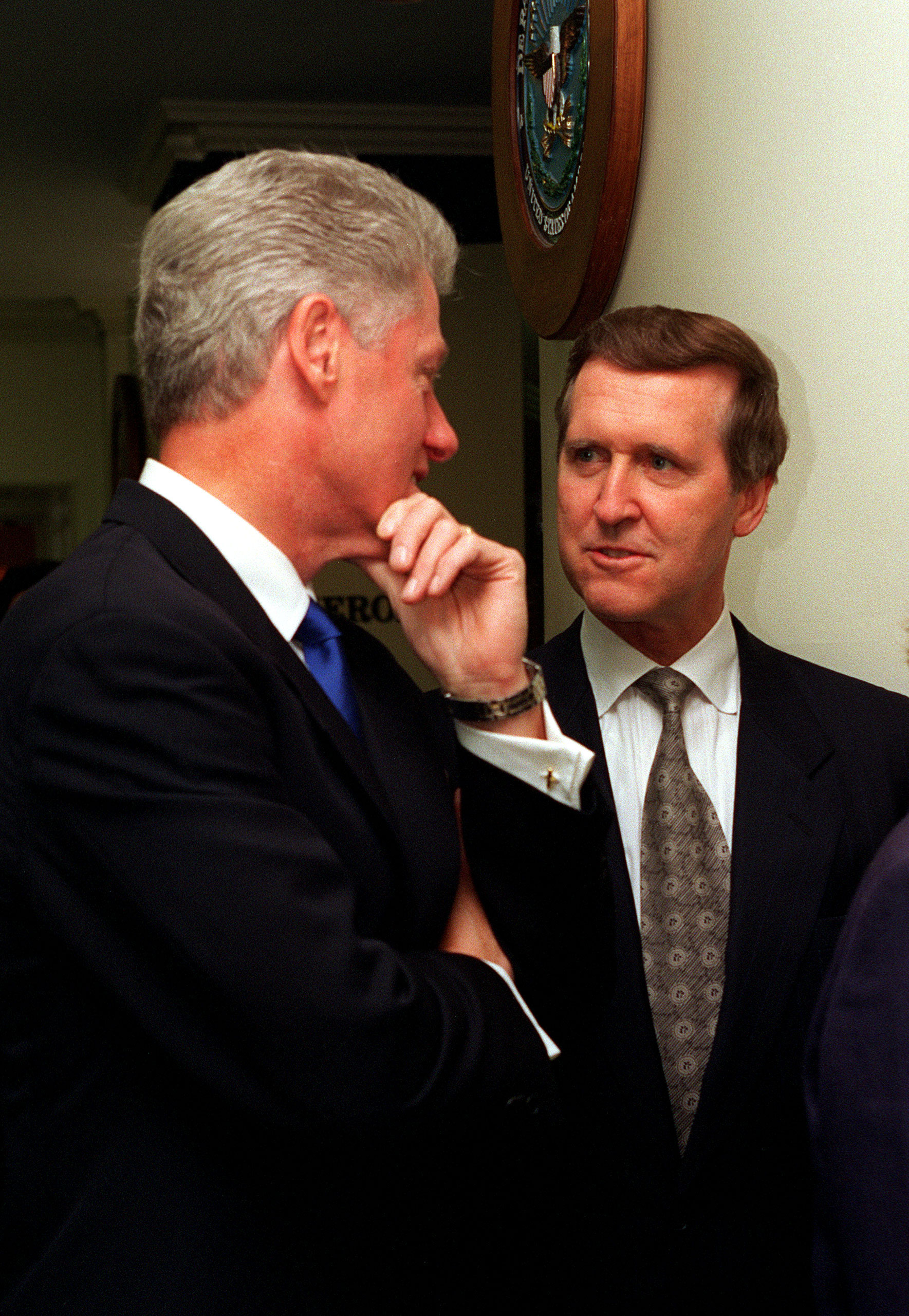
William Cohen samen met toenmalig president Bill Clinton in 1997.

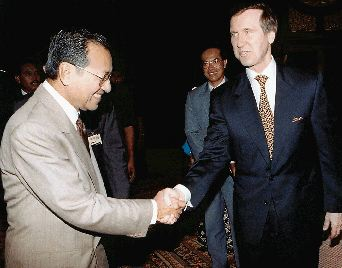
William Cohen en Maleisië Premier Mahathir Mohammed (12 januari 1998)

In 1997, nog dezelfde maand na zijn pensionering van de Senaat, werd Cohen door president Bill Clinton voorgedragen als de nieuwe minister van Defensie, Cohens nominatie was een zeer onverwachts aangezien het in de recente geschiedenis niet vaak voor was gekomen dat Republikein door een Democratische president gevraagd werd voor een ministerschap. Als minister van Defensie speelde Cohen een grote rol in de Kosovaarse Oorlog en Operatie Desert Fox.

### Recente jaren
Na het verlaten van het Pentagon in 2001 vestigde Cohen zich in New York en begon een adviesbureau. Cohen heeft in recente jaren verschillende boeken geschreven. In 2009 was Cohen samen met zijn vrouw Janet Langhart getuige van de schietpartij in het Holocaust museum in Washington.

### Persoonlijk
In 1987 scheidden hij en zijn eerste vrouw Diana Dunn. Hij hertrouwde in 1996 met voormalig model en schrijfster Janet Langhart. Cohen was getuige bij het huwelijk van goede vriend en collega John McCain in 1980.